# Beata Gosiewska

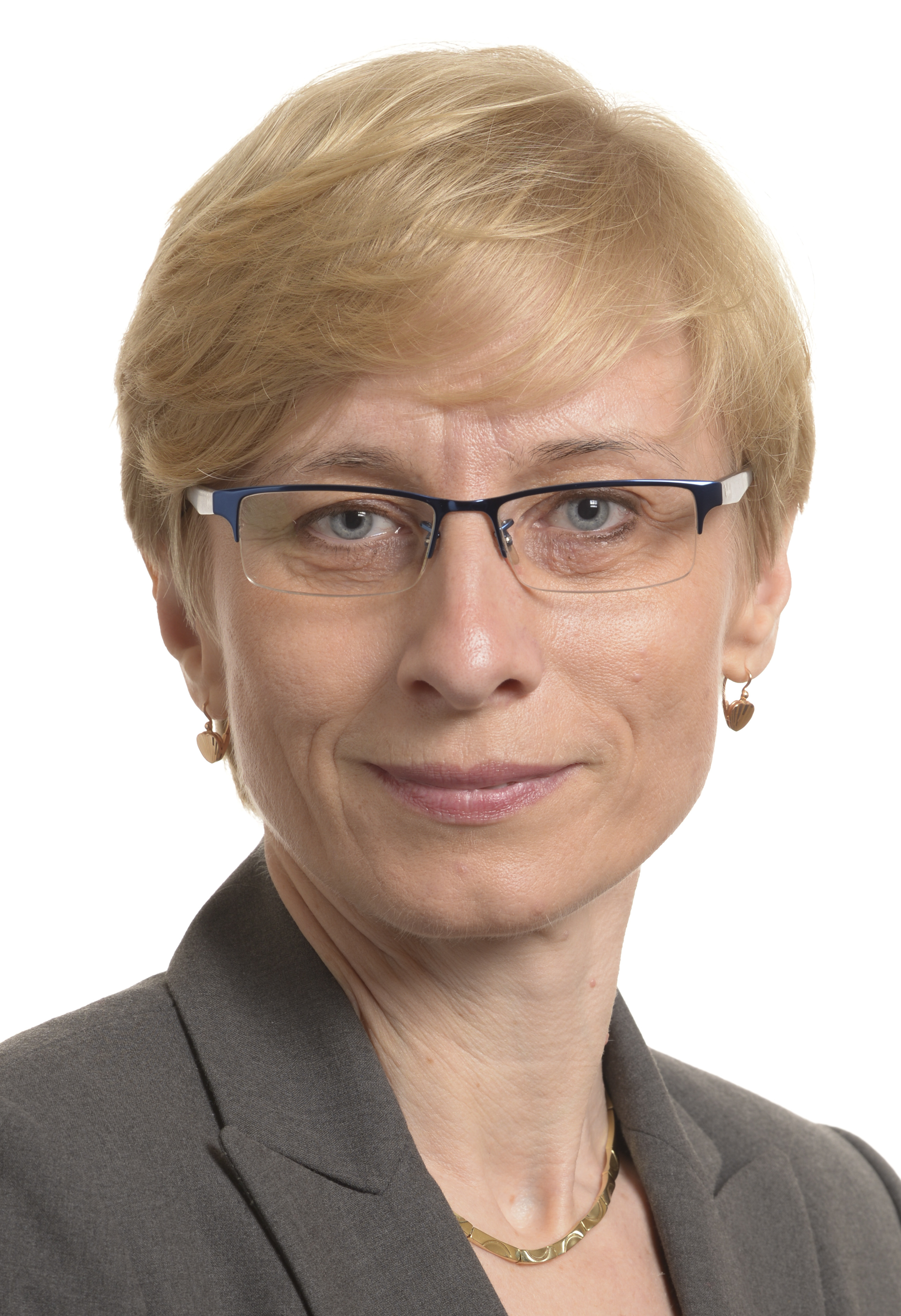
Beata Gosiewska (2014)

Beata Barbara Gosiewska (geborene Jabłońska; * 6. März 1971 in Wysokie Mazowieckie) ist eine polnische Politikerin der (PiS). Sie war von 2011 bis 2014 Mitglied des Senats der Republik Polen und von 2014 bis 2019 Mitglied des Europäischen Parlaments.

## Leben und Wirken

### Ausbildung
Im Jahr 1996 schloss Beata Gosiewska ihr Studium mit dem Titel magister inżynier an der Fakultät für Agrarwissenschaften der Warschauer Naturwissenschaftlichen Universität ab und beendete 2009 ein Aufbaustudium in Wirtschaftsprüfung, Finanzkontrolle und Rechnungswesen an der SGH Warsaw School of Economics.

### Beruflicher Werdegang
Von 1996 bis 2001 arbeitete Gosiewska als stellvertretende Leiterin beim Pflanzengroßhändler Tomaszewski in Warschau. Anschließend arbeitete sie bis 2005 bei der Agencja Rynku Rolnego in Warschau, Polens staatlicher Agentur für den Agrarmarkt. Von 2005 bis 2011 war sie als stellvertretende Leiterin der Abteilung für Programmierung und Berichterstattung bei der Agencja Restrukturyzacji i Modernizacji Rolnictwa in Warschau, der staatlichen Agentur für Umstrukturierung und Modernisierung der Landwirtschaft, angestellt.

### Politische Laufbahn
Gosiewska ist seit 2001 Mitglied der Prawo i Sprawiedliwość (PiS). Für diese saß sie von 2002 bis 2011 für drei Amtszeiten im Bezirksrat von Wola, einem Stadtbezirk der polnischen Hauptstadt Warschau.
Bei der Parlamentswahl in Polen 2011 bewarb sie sich um ein Mandat im neu eingerichteten Wahlkreis Nr. 82 für den Senat der Republik Polen. Mit 52.972 (37,52 %) der abgegebenen gültigen Stimmen setzte sie sich unter anderem gegen den amtierenden Senator Michał Okła durch. Während der Wahlperiode war sie Mitglied im Ausschuss für Landwirtschaft und ländliche Entwicklung und Ausschuss für Haushalt und öffentliche Finanzen.
Im Jahr 2014 trat sie bei der Europawahl im Wahlkreis Nr. 10 auf Listenplatz 4 der PiS an und konnte eines der sieben Mandate im Wahlkreis erringen. Am 25. Mai 2014 legte sie ihr Mandat im Senat der Republik Polen nieder und trat am 1. Juli 2014 ihr Mandat im Europäischen Parlament an. Als Mitglied der Fraktion der Europäischen Konservativen und Reformer saß sie im Ausschuss für Landwirtschaft und ländliche Entwicklung (AGRI) und in der Delegation für die Beziehungen zu Japan (D-JP). Bei der Europawahl 2019 trat sie nicht mehr an.

### Privatleben
Beata Gosiewska war die zweite Ehefrau von Przemysław Gosiewski, der am 10. April 2010 beim Flugunfall von Smolensk 2010 verstarb. Aus der Ehe stammen zwei Kinder.

### Lebensläufe
- Beata Gosiewska. In: Senat Rzeczypospolitej Polskiej. Abgerufen am 26. Mai 2019 (polnisch).
- Beata Gosiewska. O mnie. In: www.beatagosiewska.pl. Abgerufen am 26. Mai 2019 (polnisch).